# Kunstpreis des Saarlandes
Der Kunstpreis des Saarlandes ist der bedeutendste Kulturpreis dieses deutschen Bundeslandes.
Der Preis wird alle zwei Jahre vom saarländischen Minister für Bildung, Kultur und Wissenschaft zur Anerkennung hervorragender künstlerischer Leistungen verliehen. Der mit 7500 Euro dotierte Preis wird abwechselnd auf den Gebieten der Musik, der Literatur und der Bildenden Kunst vergeben; er wird nicht ausgeschrieben, Bewerbungen sind nicht möglich. Der Preis kann auch als Förderpreis an junge Künstler (bis 40) verliehen werden. Der Preisträger oder die Preisträgerin soll seinen/ihren Wohnsitz im Saarland haben, im Saarland geboren oder mit dem kulturellen Leben des Landes verbunden sein. Der jeweilige Preisträger wird nach einem in den Statuten vorgeschriebenen Verfahren ermittelt: ein siebenköpfiges Sachverständigen-Gremium erarbeitet Kandidatenvorschläge, anschließend schlägt eine fünfköpfige Jury die Preisträgerin oder den Preisträger vor. Der Vorschlag wird vom Minister bestätigt.
Der Kunstpreis des Saarlandes wurde im Jahr 1959 erstmals vergeben, anfangs in jährlichem Turnus. Er gilt als der wichtigste Kulturpreis des Bundeslandes.

## Preisträger
- 1959 Heinrich Konietzny (Musik)
- 1960 Gustav Regler (Literatur)
- 1961 Fritz Zolnhofer (Bildende Kunst)
- 1962 Johannes Driessler (Musik)
- 1964 Edgar Jené (Bildende Kunst)
- 1965 Clemens Kremer und Manfred Kelkel (Musik, Förderpreis)
- 1966 Ludwig Harig (Literatur)

von 1966 an zweijährlich!
- 1968 Max Mertz (Bildende Kunst)
- 1970 Clemens Kremer (Musik)
- 1972 Eugen Helmlé (Literatur)
- 1974 Karl Hanus (Bildende Kunst, Architektur)
- 1976 Gerd Boder (Musik)
- 1978 Oskar Holweck (Bildende Kunst)
- 1980 Hans Zender (Musik)
- 1982 Felicitas Frischmuth (Literatur)
- 1984 Leo Kornbrust (Bildende Kunst)
- 1986 Theo Brandmüller (Musik)
- 1988 Johannes Kühn (Literatur/Lyrik)
- 1990 Boris Kleint (Bildende Kunst)
- 1992 Rolf Riehm (Musik)
- 1994 Alfred Gulden (Literatur)
- 1996 Ulrike Rosenbach (Bildende Kunst)
- 1998 Tzvi Avni (Musik)
- 2000 Arnfrid Astel (Literatur)
- 2002 Hanns Schönecker (Bildende Kunst, Architektur)
- 2004 Siegmund Nimsgern (Musik)
- 2006 Sibylle Knauss (Literatur)
- 2008 Leo Erb (Bildende Kunst)
- 2010 Christoph Poppen (Musik)
- 2012 Marie-Luise Scherer (Literatur)[1]
- 2014 Werner Bauer (Bildende Kunst)
- 2016 Gustav Rivinius (Musik)[2]
- 2018 Christopher Ecker (Literatur)
- 2020 Ingeborg Knigge (Bildende Kunst)[3]
- 2022 Nicole Johänntgen (Musik)[4]
- 2024 Ulrike Kolb (Literatur)[5]